# Roxana
Roxana, en grec Ῥωξάνη/ Rôxánê, del persa Roshanak o Roshaniâ «la lluminosa» (v. 345-311 a C.), esposa d'Alexandre el Gran i filla del sàtrapa Oxiartes.

## Biografia
Nasqué poc abans de l'any 341 aC, malgrat que la data exacta del seu naixement roman incerta. Era la filla d'un noble bactrià anomenat Oxiartes, de Balkh, a la regió de la Bactriana (aleshores una satrapia de l'Imperi Persa, avui situada al nord-est de l'Afganistan). Va caure en mans d'Alexandre el Gran quan aquest va conquerir una fortalesa coneguda com la Roca a la Sogdiana, on estaven la dona i filles d'Oxiartes. El conqueridor va quedar captivat pels encants de Roxana, que els macedonis deien que era la més bella de les dones asiàtiques que havien vist mai excepte la dona de Darios III de Pèrsia, i va decidir casar-se amb ella. Quan Oxiartes ho va saber, es va sotmetre. Sogdiana fou l'última de les satrapies de l'Imperi Persa en caure en mans d'Alexandre, de manera que el matrimoni entre Alexandre de Macedònia i Roxana fou un intent de reconciliació d'Alexandre de Macedònia vers les satrapies bactrianes; tot i això, hi ha fonts antigues que descriuen l'amor que n'Alexandre professava a na Roxana.
Roxana acompanyà el seu marit a la campanya de l'Índia l'any 326 aC. Quan Alexandre va morir a Babilònia (323 aC) Roxana estava prenyada i al cap de poc va donar a llum a un fill de nom Alexandre, conegut per Alexandre Aegos
Roxana i son fill foren víctimes de les intrigues polítiques entre els diàdocs provocades pel col·lapse de l'Imperi macedònic d'Alexandre que la mort prematura del rei van ocasionar.
Sembla que per tal de facilitar l'accés al tron de son futur fill, Roxana, una mica abans del naixement, i amb coneixement del regent Perdicas d'Orèstia, va enviar a l'altra esposa del seu marit, Barsina (Estàtira) i la seva germana Dripetis a Babilònia on foren assassinades (Pl. Alex. 77.4).
Roxana i el seu fill van acompanyar a Perdicas en la seva expedició a Egipte. Mort Perdicas va quedar sota custòdia de Pitó i Arrideu (321 aC). El 320 aC fou portada a Macedònia per Antípater.
El 319 aC va morir Antípater i el govern i la regència van caure en mans de Polispercó. Roxana, temorosa del nou regent i sobretot d'Eurídice (la dona de Filip III Arrideu), es va escapar amb el seu fill cap a la cort d'Aecides rei de l'Epir, on des ja feia temps vivia la mare d'Alexandre el gran, Olímpia de l'Epir, la qual va induir al rei Aecides de l'Epir a aliar-se amb Polispercó i restaurar a Alexandre el 317 aC. Filip i la seva dona Eurídice foren assassinats i Alexandre IV proclamat únic rei sota la tutela d'Olímpia.
Olímpia, sota pressió de Cassandre de Macedònia, fou obligada a retirar-se a Pidna i Roxana i el jove rei la van acompanyar.
Quan Pidna fou conquerida, Olímpia fou executada per Cassandre (316 aC) i Roxana i Alexandre enviats a Amfípolis on es va prohibir que foren tractats com a personatges de la reialesa. Van romandre a la ciutat sota custòdia de Glàucies fins a una data que varia segons la fonts entre el 311 aC i el 309 aC, quan, després d'un tractat general de pau, foren executats per decisió de Cassandre.

## Música
Hi ha una òpera alemanya amb aquest nom, escrita pel compositor moravià Gottfried Finger (1655-56,? - 1730) i una cançó famosa «Roxanne» per The Police.
1. ↑   Enciclopedia universal ilustrada europeo-americana. volum 23 F - Flamez.  Madrid: Espasa-Calpe, 1975, p. 1521. ISBN 84-239-4523-5.